# Маріус Меркатор
Маріус Меркатор (ймовірно, у Північній Африці близько 390 — невдовзі після 451) — латино-християнський церковний письменник, під час суперечки з Пелагіаном найбільш відомий своїм захистом августинського богослов’я.
У 417 або 418 році він перебував у Римі, де написав два антипелагіанські трактати, які подав Августину Гіппонському. Він отримав епістулу 193 від Августина близько 418 року. З 429 до приблизно 448 року перебував у Константинополі. У 429 році він був описаний як servus Dei.
Його твори, переважно переклади та компіляції уривків єретичних, а також ортодоксальних грецьких теологів, редагували Жан Гарньє (Париж, 1673), передруковані в Мінь (Patrologia Latina, XLVIII, Париж, 1846). Вони також були відредаговані Балузом (Париж, 1684), передруковані з виправленнями в Андреа Галланді, «Bibliotheca veterum Patrum», VIII (Венеція, 1772), 613–738. Його трактати «Commonitorium super nomine Cælestii» та «Commonitorium adversus hæresim Pelagii et Cælestii vel etiam scripta Juliani» проти пелагіан. Перший призвів до вигнання Юліана Екланумського та Целестія Константинопольського та їх засудження в Ефесі в 431 році.
Проти несторіан він написав Послання про різницю між єрессю Несторія та вченням Павла Самосатського, Ебіона, Фотинія та Марцелла  і Несторіанські богохульські глави XII. 
Серед його перекладів – уривки з Кирила Олександрійського, Несторія, Феодора Мопсуестійського, Феодорита, Пелагія та інших.

## Подальше читання
- Prosopographie Chrétienne du Bas-Empire, Italie, vol. 2.2, pp. 1499-1504
- Walter Dunphy, Marius Mercator in the Collectio Palatina [Архівовано 14 червня 2022 у Wayback Machine.].